# Бокеевы
Боке́евы (Бакеевы) — два древних дворянских рода.

## Происхождение и история рода
Первый род Бокеевых — ветвь Фоминско-Березуйских князей, утратившая княжеский титул. Их родоначальником считается фоминский князь Константина Юрьевича. У его было три сына и все Фёдоры Константиновичи:
- Князь Фёдор Константинович Большой по прозванию Красный — женат на дочери князя Фёдора Святославовича — Евпраксии Фёдоровне, после того, как великий князь Симеон Иванович Гордый, после свадьбы отказался от неё. Родоначальники родов: Травины, Скрябины, Осокины, Пырьевы, Вепревы и другие.
- Князь Фёдор Константинович по прозванию Слепой — родоначальник дворянских родов Карповы, Долматовы-Карповы, Ложкины, Бокеевы.
- Князь Фёдор Константинович Меньшой — родоначальник князей Козловские, дворянских родов Ржевские и Толбузины.

Князь Фёдор Константинович (2-я ветвь) имел одного сына — князя Андрея Фёдоровича, который ушёл на службу к Тверским князьям и его сын князь Фёдор Андреевич по прозванию Коробья тоже переехал на службу в Тверь. Его сыновья, которые князьями уже не писались — Семён Фёдорович по прозванию Бокей (родоначальник Бокеевых) и Карп Фёдорович (родоначальник Карповых, Долматовы-Карповы и Ложкины).
Незадолго до подчинения Тверского княжества Москве начался выезд тверских бояр и детей боярских на службу к московским князьям. В числе других выехали (1475/76) и сыновья Семёна Фёдоровича Бокеева.
У Семёна Фёдоровича Бокея было двое сыновей — бездетный Василий Бокеев, тверской боярин, и Илья Семёнович Бокей от которого пошёл дворянский род Бокеевых и имевший двух сыновей:
- Бокеев Иван Ильич — сын боярский, участник Новгородского похода (1495).
- Бокеев Михаил Ильич Бородатый († 1533)[2] — постельничий и воевода.

При подаче документов для внесения рода в Бархатную книгу, была предоставлена родословная роспись Бокеевых (14 января 1686, каширян) и (22 мая 1686, малоярославцев), на что выступили с протестом Толбузины против внесения родословия Бокеевых (каширян) в главу Фоминских и Березуйских князей. Палата родословных дел открыла дело и издала указ о взятии сведений о Бокеевых у их однородцев: князей Козловских, Ржевских, Травиных которые показали о "напрасном причитании" каширян Бокеевых к Фомино-Березуйским князьям. Боярский приговор по данному делу неизвестен, но последние челобитные Бокеевых и выписки Разрядного приказа датируются (1692/93).
Кроме выше означенных в родословной росписи Бокеевых от Рюрика, представители рода не значатся, но в XVI—XVIII веках в разрядах упоминаются разные представители рода дворян Бокеевых, происхождение которых остаётся дискусиционным. А. Б. Лобанов-Ростовский считал, что имеется другая фамилия Бокеевых, не происходящая от смоленских князей, и все её представители происходят из другого рода Бокеевых.
Род внесён в VI часть «Родословной книги дворян Московской губернии» в 1796 году.

## Известные представители
- Бокеевы Аталык Сидорович и Михаил Михайлович — упоминаются в «Дворовой тетради» (1550-е годы) в числе детей боярских по Мурому[6].
- Бокеев Леонтий Иванович — второй воевода в Шацке (1555)[4].
- Бокеев Андрей — на бракосочетании царя Ивана Грозного с Марфой Васильевной Собакиной стоял вторым за царицынами хоромами (1572).
- Бокеев Поликарп — прислан от Государя в Тулу к воеводе князь Ноготкову со списками о воеводах (1578)[7].
- Бокеев Артемий Савич — в войсках под Азовом, ранен стрелою из лука в бою с татарами и нагайцами (1696), стряпчий (1703).
- Бокеевы: Иван и Ефим Прокофьевичи, Артемий Иванович, Иван Антонович, Степан Васильевич  — стряпчие (1692-1703).
- Бокеевы: Любим Ануфриевич, Сила и Гаврила Прокофьевичи, Илья Иванович — дворяне московские (1692).
- Бокеев Илья Иванович — отставной дворянин (1703).

## Критика
В Бархатной книге Василий Бокеев показан бездетным. Не показано потомство и у других Бокеевых.
В родословной книге М.Г. Спиридова и родословной книге из собрания М.А. Оболенского род Бокеевых выводится от Ильи Семёновича Бокея, а не от Василия Семёновича, который в родословных прямо указан бездетным.